# Grožnjan
Grožnjan (wł. Grisignana) – wieś w Chorwacji, w żupanii istryjskiej, siedziba gminy Grožnjan. W 2011 roku liczyła 164 mieszkańców.